# Gacería
La gacería, també coneguda com briquería o briquero, és un criptolecte el nucli del qual s'originà entre el segle xii i el segle xiii. En destaca el seu especial arrelament durant el segle xix i segle xx com a argot utilitzat dins del món professional dels fabricants de trills i eines de cultiu, tractants de bestiar així com d'altres activitats comercials tradicionals, encara que el seu ús no es troba limitat a l'activitat laboral.
Es parla especialment a la ciutat segoviana de Cantalejo i els municipis limítrofs, també es troba tèbiament estesa per altres zones de la província de Segòvia, a Castella i Lleó, Espanya.

## Etimologia
Tant briquería com briquero deriven de la gacería brica, metàtesi del castellà criba (en català garbella) ‘mètode de separació de grans’.

## Origen

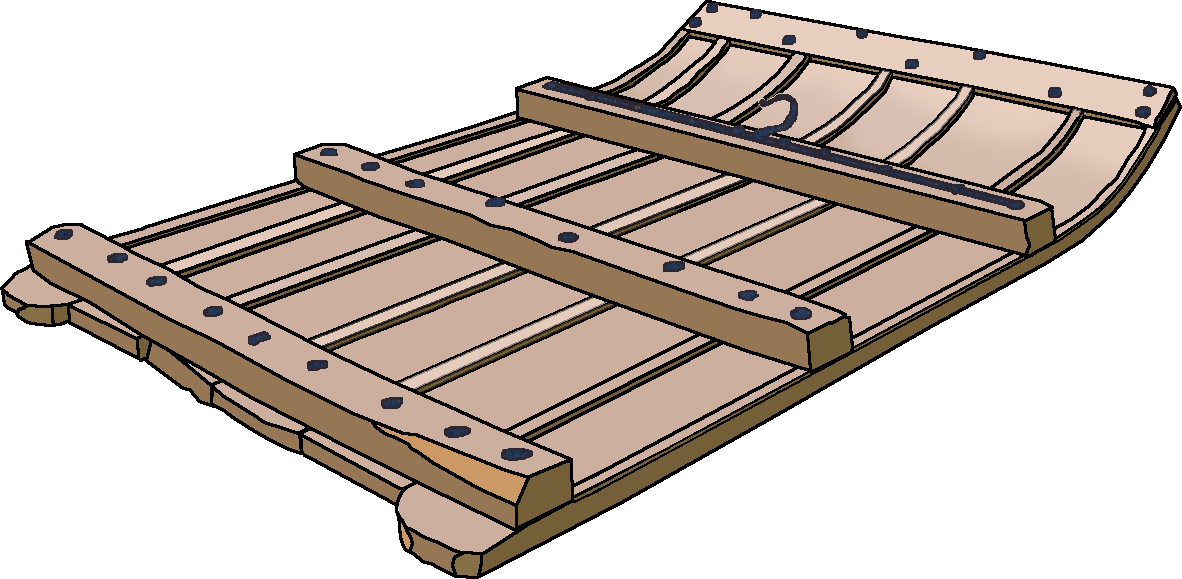
Dibuix d'un trill, sent els gremis associats a aquests els principals parlants de la gacería durant el i.

L'origen de la gacería s'emmarca entre el segle xii i segle xiii, quan es produeix una de les últimes fases en la repoblació al sud del Duero. En aquell moment es traslladen a la zona habitants de diferents punts del nord de la península ibèrica atrets per les rebaixes i avantatges fiscals imposats per les comunidades de Villa y Tierra, les principals dirigents en l'organització política i social d'aquesta àrea. Encara que l'origen d'aquest argot està en debat, la barreja de parlants de gallec amb els habitants de la zona, parlants de castellà antic, sembla ser una de les bases de la gacería.
Altres autors destaquen la importància de l'emigració a la zona de navarresos bascoparlants, la influència dels quals és notable en aquest argot. A més, hi ha tesis que analitzen la importància de l'àrab, ja que molts dels habitants establerts eren d'origen mudèjar, com així revela l'estudi antropològic de la zona. Aquests podrien haver establert una relació lingüística amb els emigrants de zones de Sòria i Burgos, on la frontera àrab amb la taifa de Saragossa i les lluites de poder entre les elits polítiques castellanes, navarreses i musulmanes van marcar el desenvolupament de l'evolució històrica d'aquesta zona durant l'Edat mitjana. És possible que rebés a més influència de la parla germania i més endavant de parlants de francès cap al segle xviii.

## Extensió geogràfica

### Històrica
A més de l'extensió actual, durant el segle segle xvi i amb anterioritat, la presència de la gacería havia estat major i amb una dedicació menys exclusiva al món del comerç. El 9 de desembre de 1519 la Comunitat de Villa y Tierra de Sepúlveda, institució política castellana d'origen medieval estesa per gran part del nord-est de la província i, en aquest moment, també per alguns pobles del nord de les actuals províncies de Madrid i Guadalajara, va publicar una sèrie d'ordenances que s'aplicaven en tota aquesta extensió geogràfica en una mescla del castellà de l'època i gacería, per la qual cosa aquesta variant devia gaudir d'un reconeixement palpable en tota aquesta àrea fins a ben entrada l'Edat Moderna.
En aquest mateix segle queda patent també la presència de la variant a Segòvia capital atès que el dramaturg i actor Lope de Rueda, precursor del Segle d'Or, incorporaria la gacería en les seves obres després del seu pas per Segòvia, però sense que consti la seva presència a Cantalejo.

### seglexxi
Cantalejo és l'epicentre de la variant, sent aquí on més es promou el seu ús a través d'iniciatives com a senyals de trànsit bilingües, el Museu del Trill o la publicació de llibres en gacería.
També és coneguda la variant als pobles d'entorn, especialment els de l'Ochavo de Cantalejo —districte geogràfic d'origen medieval—, que encapçalat per Cantalejo engloba a San Pedro de Gaíllos, Cabezuela, Fuenterrebollo, Sebúlcor, Aldeonsancho, Valdesimonte, Rebollar, Aldealcorvo, Consogra de Murera i Villar de Sobrepeña.
Altres poblacions on consten parlants de la variant són: Basardilla on va ser introduïda pel seu rector durant la postguerra després de residir en Cantalejo, Veganzones que és un municipi limítrof amb l'Ochavo i Segòvia capital on a certa presència ja establerta se li va sumar la d'emigració briquera en a causa de l'èxode rural a partir de la segona meitat del segle xx . Un cas particular és el de Prádena, no llunyana al Ochavo, on l'existència d'una anòmala quantitat de terminologia exclusiva del poble, molta vinculada al gremi dels traginers, ha fet pensar que es tracta de les reminiscències d'una antiga i pràcticament extinta llengua vehicular, potser vinculada amb la gacería.
En el còmput global de la província de Segòvia existeix una lleugera disseminació del vocabulari i parlants, però és escassa.
Actualment s'ensenya a l'escola Los Arenales de Cantalejo.

## Vocabulari
El vocabulari, a part d'una marcada càrrega galaic-portuguesa, té influències franceses, àrabs i basques. Se'n coneixen 353 paraules, que arriben a unes cinc-centes si s'inclouen algunes accepcions de termes del castellà antic o adjectius en desús; igualment fins a inicis del segle xx  es va parlar de l'existència de diversos milers. Aquestes fan servir una pronunciació que pràcticament segueix les regles fonètiques de la llengua castellana. No obstant això, aquest limitat nombre de paraules té una semàntica pròpia, de manera que la mateixa paraula pot adoptar diferents significats segons la posició en la frase o les paraules que la precedeixen.
També existeixen termes formats d'una manera diferent derivada d'una acció directa (creats amb una intenció) o indirecta (per la pròpia evolució d'aquesta varietat). Algunes paraules s'han format per un procés de metàtesi: la paraula castellana «criba» (en català garbell) és brica en gacería (d'on procedeix briquero), «cribo» es converteix en brico, etc.
Unes altres s'han format per afèresi: d'apanar se n'ha derivat panar; d'otana, tana.

## Exemples
| Gacería               | Castellà      | Català        | Origen                                                      |
| --------------------- | ------------- | ------------- | ----------------------------------------------------------- |
| Ante                  | Ayer          | Ahir          | del gallec onte, 'ahir', y castellà antes 'abans'           |
| Bayuca                | Taberna       | Taberna       | del castellà col·loquial bayuca, 'taberna'                  |
| Correndeiro           | Conejo        | Conill        | del gallec correndeiro, 'corredor'                          |
| Meca                  | Oveja         | Ovella        | del català meca, 'vedella', i onomatopeia del bel mec, 'be' |
| Nícalos               | Orejas        | Orelles       | del castellà segovià nícalos, 'níscalos, mízcalos'          |
| Sinífaros o Siníferos | Guardia Civil | Guàrdia Civil | del castellà signífero, 'el que porta la senyal o insignia' |
| Urdaya                | Carne         | Carn          | del basc urdaia, 'la carn de porc'                          |
| Zuzón Sierte          | Jamón         | Pernil        | del castellà sucio, -ón                                     |

Alguns adjectius comuns són:
- sierte (bo, plaent)
- gazo (dolent, estúpid, malalt, lleig, del basc gaizto)
- pitoche (petit, del basc pitotx)
- sievo (vell, ancià)
- quillado (boig)
- urniaco (brut)
- langó, langón o languilla (coix)

En gacería, «atrevit» i «atrevida» s'utilitzen com a pronoms per a indicar alguna persona o cosa sobreentesa de la conversa (en castellà, «atrevit» arriba a significar 'impúdic' com a adjectiu).
La gesticulació també exerceix un gran paper, afegint significat a les paraules de la gacería.

## Protecció
El 14 de setembre de 1990 Clemente Sanz Blanco, pertanyent al grup del Partit Popular al senat, va demanar al govern més protecció i foment a Cantalejo de la gacería.
El 28 de desembre de 2012 els procuradors de les Corts de Castella i Lleó del Partit Socialista Obrer Espanyol Ana María Agudíez Calvo i José Ignacio Martín Benito, van realitzar una proposició no de llei per a demanar a la Junta de Castella i Lleó la declaració de la variant com a bé d'Interès Cultural, però no va tirar endavant amb deu vots en contra i sis a favor de la Comissió de Cultura i Turisme.
Al 2018 El Adelantado de Segovia va publicar un article d'opinió demanant l'oficialitat de la gacería «almenys a nivell provincial» per a que entrés al programa educatiu igual que es va fer amb el xiulet gomerenc, declarat patrimoni cultural immaterial de la Unesco, i que fos protegit des de les institucions públiques revertint així la seva desaparició; aquesta tesi és defensada per diverses associacions i ajuntaments de la província de Segòvia.

## Obres
Al setembre de 2022, es va presentar a Cantalejo El pitoche engrullón, la traducció autoritzada del petit príncep d'Antoine de Saint-Exupéry en gacería, realitzada per Ana Rosa Zamarro.